# Rest Haven (Géorgie)
Pour les articles homonymes, voir Rest Haven.
Rest Haven est une ville américaine située dans les comtés de Gwinnett et de Hall, en Géorgie. Selon le recensement de 2020, sa population est de 45 habitants.